# Littleton Waller Tazewell
Littleton Waller Tazewell (ur. 17 grudnia 1774 w Williamsburgu, zm. 6 maja 1860 w Norfolk) – amerykański polityk.

## Życiorys
Urodził się 17 grudnia 1774 roku w Williamsburgu, jako syn Henry’ego Tazewella. Podstawowe wykształcenie odebrał od prywatnych nauczycieli, a następnie ukończył College of William & Mary. Studiował nauki prawne, został przyjęty do palestry i otworzył prywatną praktykę prawniczą. W latach 1798–1800 zasiadał w legislaturze stanowej Wirginii. W 1800 wygrał wybory uzupełniające do Izby Reprezentantów, mające obsadzić wakat po rezygnacji Johna Marshalla. Rok później zakończył kadencję w Kongresie, a w 1802 roku przeniósł się do Norfolk. W latach 1804–1806 i 1816–1817 ponownie zasiadał w legislaturze stanowej. Był członkiem komisji, negocjującej z Hiszpanią traktat dotyczący zakupu Florydy. W 1824 roku wygrał wybory uzupełniające do Senatu (z ramienia Partii Demokratyczno-Republikańskiej), mające obsadzić wakat po śmierci Johna Taylora. Przez kilka dni w lipcu 1832 roku pełnił funkcję przewodniczącego pro tempore. W tym samym czasie zrezygnował z mandatu senatora. W 1834 roku został wybrany gubernatorem Wirginii. Dwa lata później zrezygnował i zaprzestał działalności publicznej, lecz popierał Partię Wigów. Zmarł 6 maja 1860 roku w Norfolk.
Jego żoną była Anne Stratton; mieli razem dziewięcioro dzieci